# Francisco Manoel Barroso da Silva
Francisco Amazonas, brazilski admiral, * 29. september 1804, † 8. avgust 1882.